# Дмитриев, Александр Иванович (архитектор)
Алекса́ндр Ива́нович Дми́триев (2 (14) октября 1878 год, Псков, — 2 декабря 1959 г., Ленинград) — русский, советский архитектор, гражданский инженер и архитектурный критик, автор трудов по строительству инженерных сооружений. Академик архитектуры Императорской Академии художеств (1912 г.), доктор архитектуры (1947 г.), действительный член Академии архитектуры СССР (с 1939 года) и почётный член Академии строительства и архитектуры СССР (4 июня 1956 г.) С 1904 года преподавал в Институте гражданских инженеров (ЛИГИ, ЛИИКС, Ленинградском инженерно-строительном институте). Старший брат российского и французского судостроителя Николая Ивановича Дмитриева.

## Биография
А. И. Дмитриев окончил Институт гражданских инженеров (1900 г.) и архитектурное отделение Высшего художественного училища при Императорской Академии художеств (1903 г.). С 1900 по 1908 г. служил техником Главного управления неокладных сборов и казённой продажи питей, с 1908 по 1912 — старшим техником Городской управы, с 1912 до 1917 года был членом технико-строительной комиссии Министерства внутренних дел. В 1917 г. получил должность профессора ИГИ, в которой оставался до 1930 г. В 1938—1947 гг. — профессор Московского института коммунального строительства.
Кроме того, с 1905 года он был членом совета Женских строительных курсов В. Ф. Романовой; Высших Женских политехнических курсов, а с 1907 года — архитектором Адмиралтейского судостроительного завода.
С 1904 года и до конца жизни преподавал в Институте гражданских инженеров (с 1930 г. — ЛИКС, с 1941 г. — ЛИСИ, в настоящее время — СПбГАСУ).
Преподавательскую деятельность в ИГИ А. И. Дмитриев начал вскоре после окончания Академии художеств, в 1904 году. Тогда же молодой архитектор получил ответственное задание — оформление интерьеров особняка Кшесинской, с которым он блестяще справился, к 1906 году оформив гостиную и большой зал особняка в стиле модерн. А через несколько лет А. И. Дмитриев создаёт самое известное своё архитектурное творение — здание городского Училищного дома имени Петра I на Петроградской набережной Малой Невки, в котором в настоящее время располагается Нахимовское военно-морское училище.

### Адреса
В Ленинграде А. И. Дмитриев жил в доме № 35 по 2-й линии Васильевского острова.
Похоронен на Серафимовском кладбище в Ленинграде.

## Основные работы

### Постройки

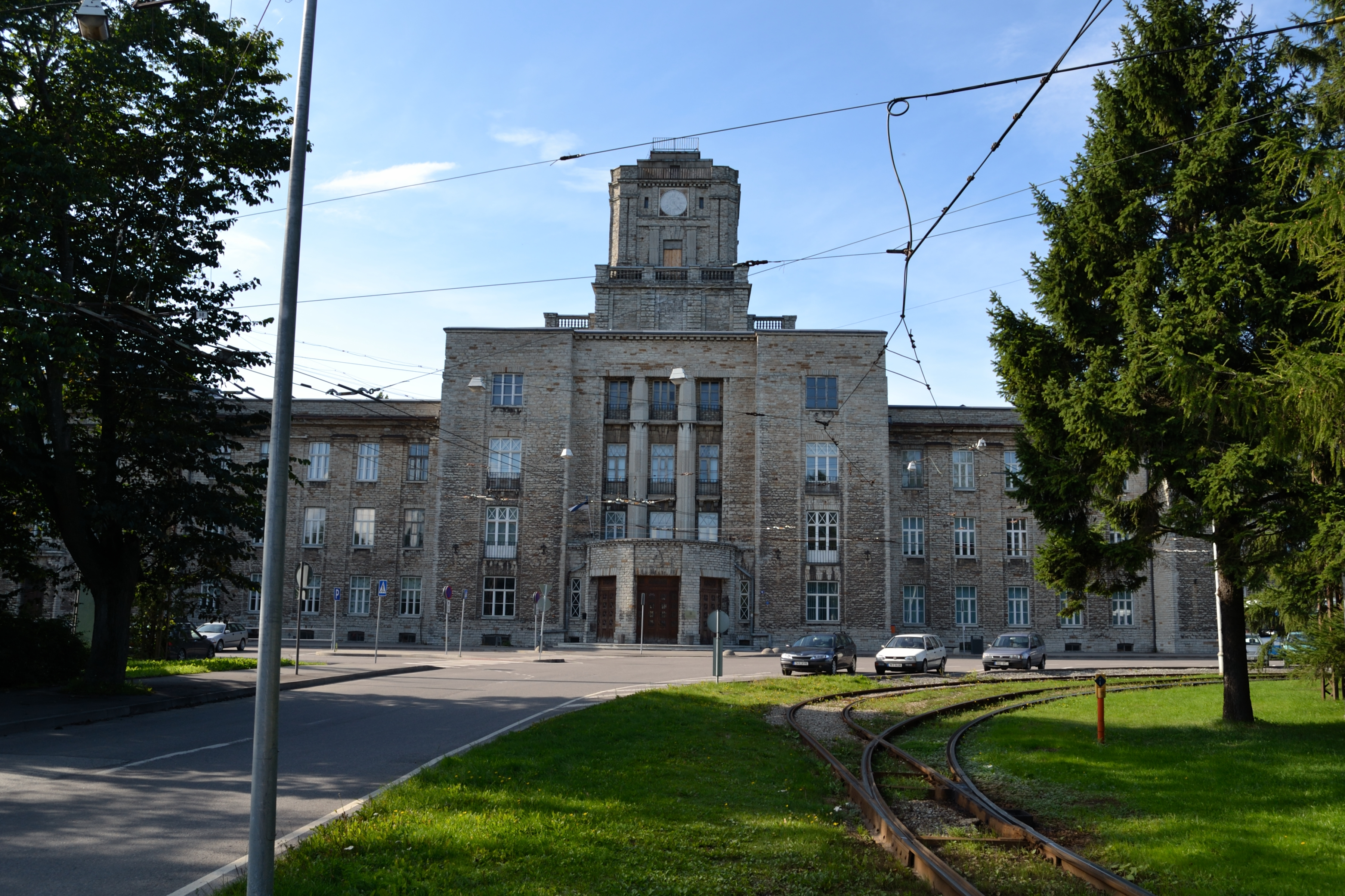
Ревельский судостроительный и механический завод

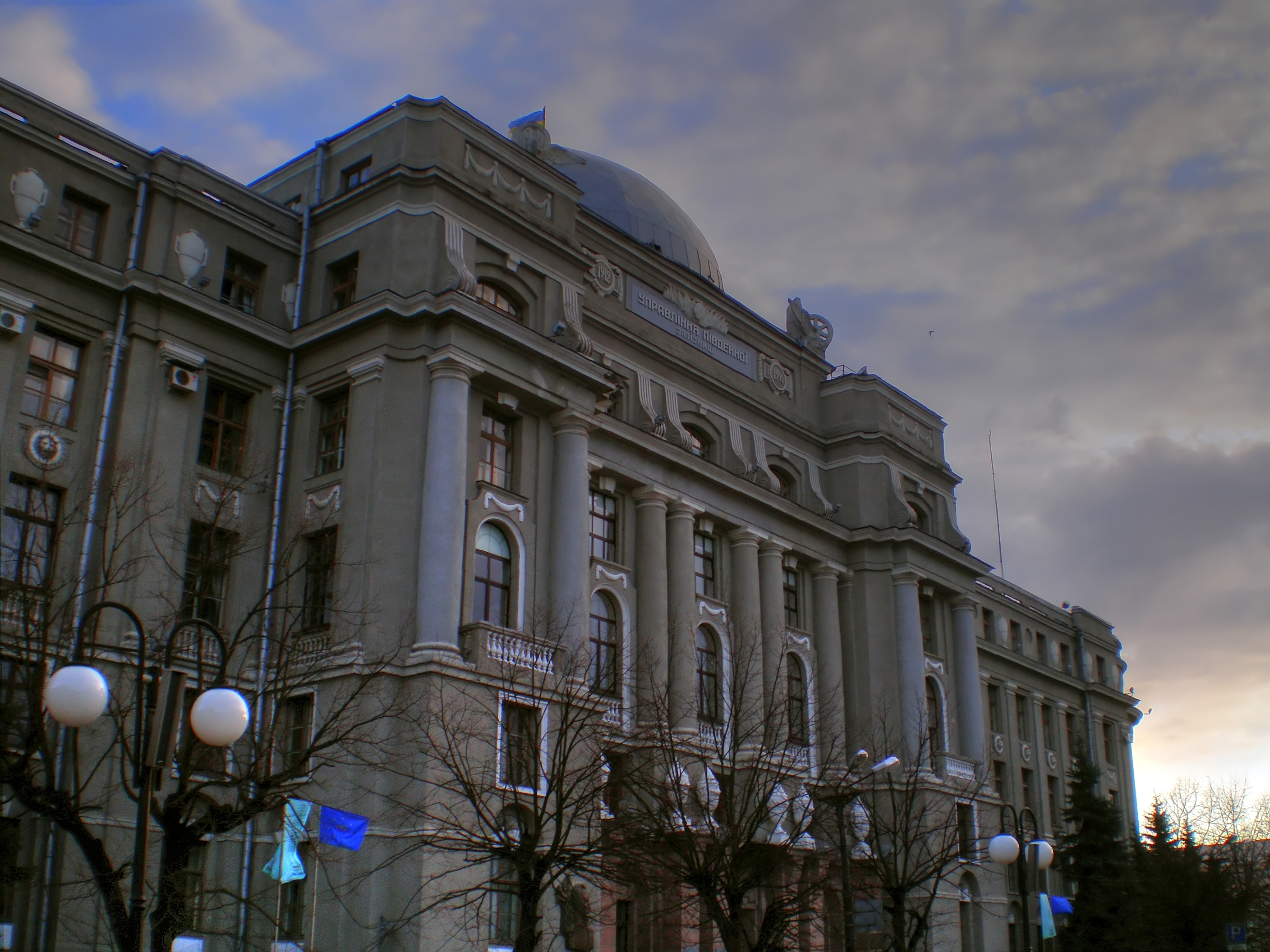
Дом управления Южной железной дорогой в Харькове

Симбирская губернская земская управа

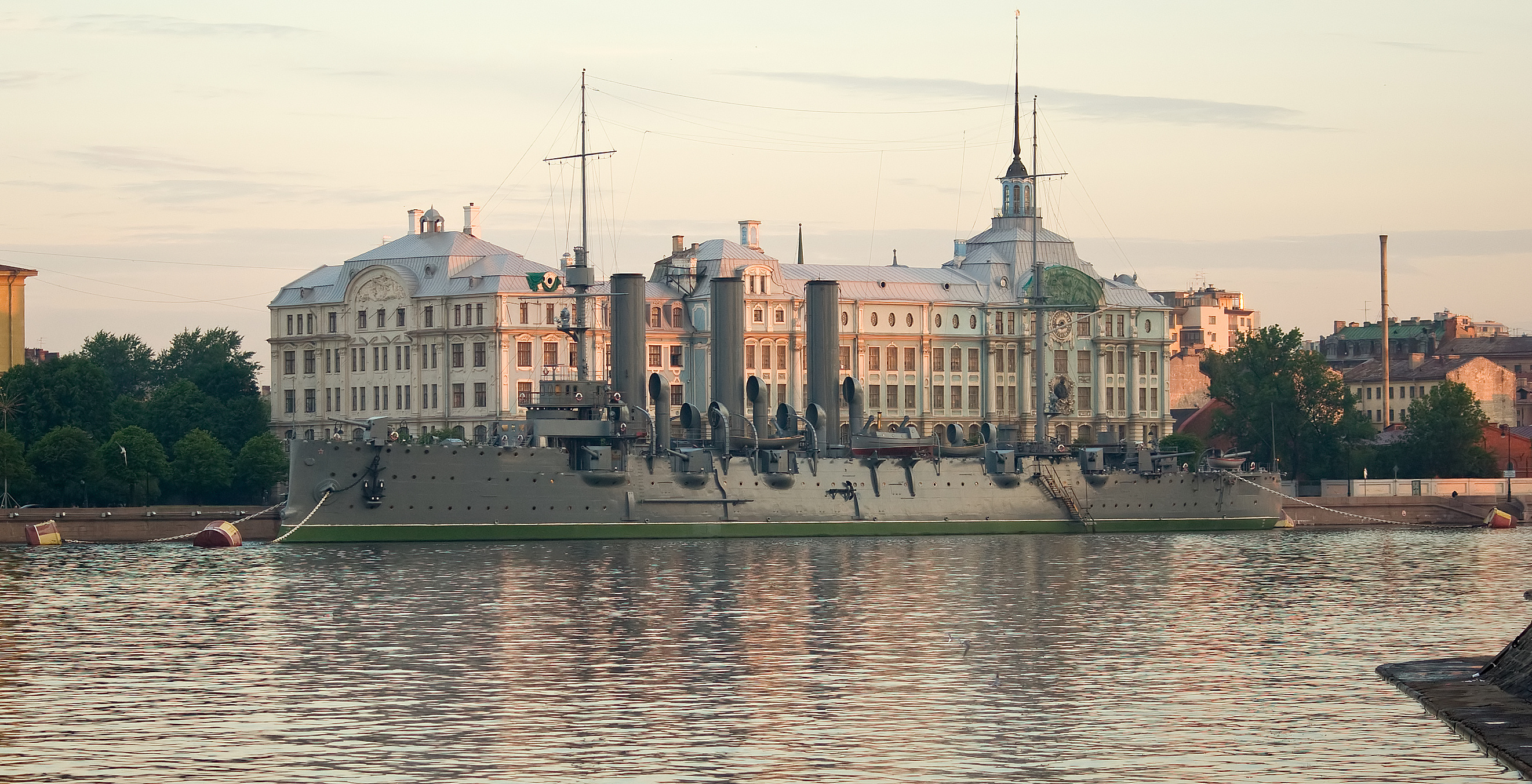
Училищный дом имени Петра Великого

- Улица Профессора Попова, ? 1900—1901 гг. — особняк инж. Г. В. Эша (не сохранился).
- Симбирская губернская земская управа на углу Б. Саратовской (Гончарова) и Покровской (Льва Толстого) улиц в Симбирске (1902 г.; конкурс; 1-я премия) (ныне Ульяновский Главпочтамт).
- Петроградская набережная, д. № 2—4 — Пеньковая улица — Здание городского Училищного дома имени Петра I (ныне Нахимовское военно-морское училище), 1909—1911 гг.
- Кронверкский проспект, д. № 1—3 — улица Куйбышева, д. № 2 — 4, левая часть. Отделка зала и гостиной в особняке М. Ф. Кшесинской. 1905—1906 гг. (Не сохранилась. Зал восстановлен в 1987 г.).
- Английский проспект, д. № 1 / набережная Мойки, д.№ 124 — жилой дом служащих Нового Адмиралтейства. 1908—1909 гг. Ныне — ВНИИОкеангеология.
- Набережная реки Фонтанки, д. № 203 — корпуса Адмиралтейского судостроительного завода. 1908—1912 гг. Совместно с Н. И. Дмитриевым.
- Корабельный мост через Мойку против Матисова острова (1912 г.).
- Фельдшерское училище при Морском госпитале Черноморского флота на 200 воспитанников в Николаеве (1912 г.)
- Верфи, судостроительные и механические заводы Русско-Балтийского Общества в Таллине (1913—1917 гг.)
- Дом управления Южной железной дорогой в Харькове (1908—1910 гг.)
- Пчеловодная школа для крестьянских детей в селе Бутлеровка Спасского уезда Казанской губ. (1907 г.)
- Рабочие кварталы при заводе Русско-Балтийского Общества в Таганроге (1917 г.)
- Дом кооперации на пл. Дзержинского в Харькове (1927—1930 гг., совместно с О. Р. Мунцем)
- Дворец культуры металлургов в Донецке (1929 г.)
- Дворец рабочего (Клуб железнодорожников) в Харькове[1] (проект 1927 г.; 1931—1932 гг.; расчёт конструкций гражд. инж. Аистов Н. Н.)
- Государственные Краматорские заводы (новые литейные и котельные мастерские; при участии Митурича Н. А., Сморгонского Л. И.; инж.: Дмитриев П. И., Попов И. О., Иванов В. Ф., Никитин П. И.)
- Электростанция северо-восточного района Донбасса на газах мартеновских печей
- Театр-клуб в Краматорске (построен в 1928—1930 гг.; разрушен в 1941—1943 гг.; перестроен при восстановлении в 1945—1946 гг.)
- Проекты типовых зданий для районов многолетней мерзлоты (с 1948 года).

Кроме того, А. И. Дмитриев — создатель промышленных комплексов с рабочими городками в Ревеле и Таганроге, в советское время — участник Свирьстроя, автор проектов зданий, производственных комплексов и мостов в Харькове, Краматорске, Донбассе, Тюмени, Уфе, Красноярске и других городах.

### Неосуществленные замыслы
- Суворовский музей в Санкт-Петербурге (1900 г.; конкурс)
- Вокзал Московско-Виндаво-Рыбинской ж. д. в Санкт-Петербурге (1900—1901 г.; конкурс)
- Доходный дом И. В. фон Бессера на Владимирском просп. в Санкт-Петербурге (1901—1902 гг.; конкурс)
- Дом городских учреждений на углу Садовой ул. и Вознесенского просп. в Санкт-Петербурге (1903 г.; конкурс; 1-я премия)
- Реальное училище им. Имп. Александра II в Вятке (1904 г.; конкурс)
- Московское купеческое собрание (1905 г.; конкурс)
- Народный театр (1905—1906 гг.; конкурс в память В. А. Шрётера; соавтор Васильев Н. В.)
- Государственная Дума на Марсовом поле в Санкт-Петербурге (1906 г.; конкурс; проект признан «относительно достойнейшим»)
- Мост в Стокгольме (1907 г.; конкурс; воен. инж. Кривошеин Г. Г.)
- Дом Госпромышленности УССР — Госпром в Харькове (1925 г.; конкурс; 2-я премия)
- Дом правительства УССР в Харькове (заказной проект; соавтор О. Р. Мунц)
- Свирская ГЭС
- Дом союзов Промкооперации на углу Суворовского пр. и ул. Красной Конницы в Ленинграде (1932 г.)
- Мост через р. Белую в Уфе (1940 г.)
- Мост через р. Енисей в Красноярске (1941 г., варианты 1945—1946 гг.)
- Дом Правительства Эстонской ССР в Таллине (1945 г.)
- Мост через р. Десну в Брянске (1946 г.)

Могила Дмитриева на Серафимовском кладбище Санкт-Петербурга.

### Архивные источники
- Личное дело академиста А. И. Дмитриева //   РГИА. Ф. 789. Оп. 12. Д. 98, «И».
- Личные дела студента и преподавателя А. И. Дмитриева //   ЦГИА СПб. Ф. 184. Оп. 1. Д. 1151; Оп. 3. Д. 36.